# Catalogo Troiano

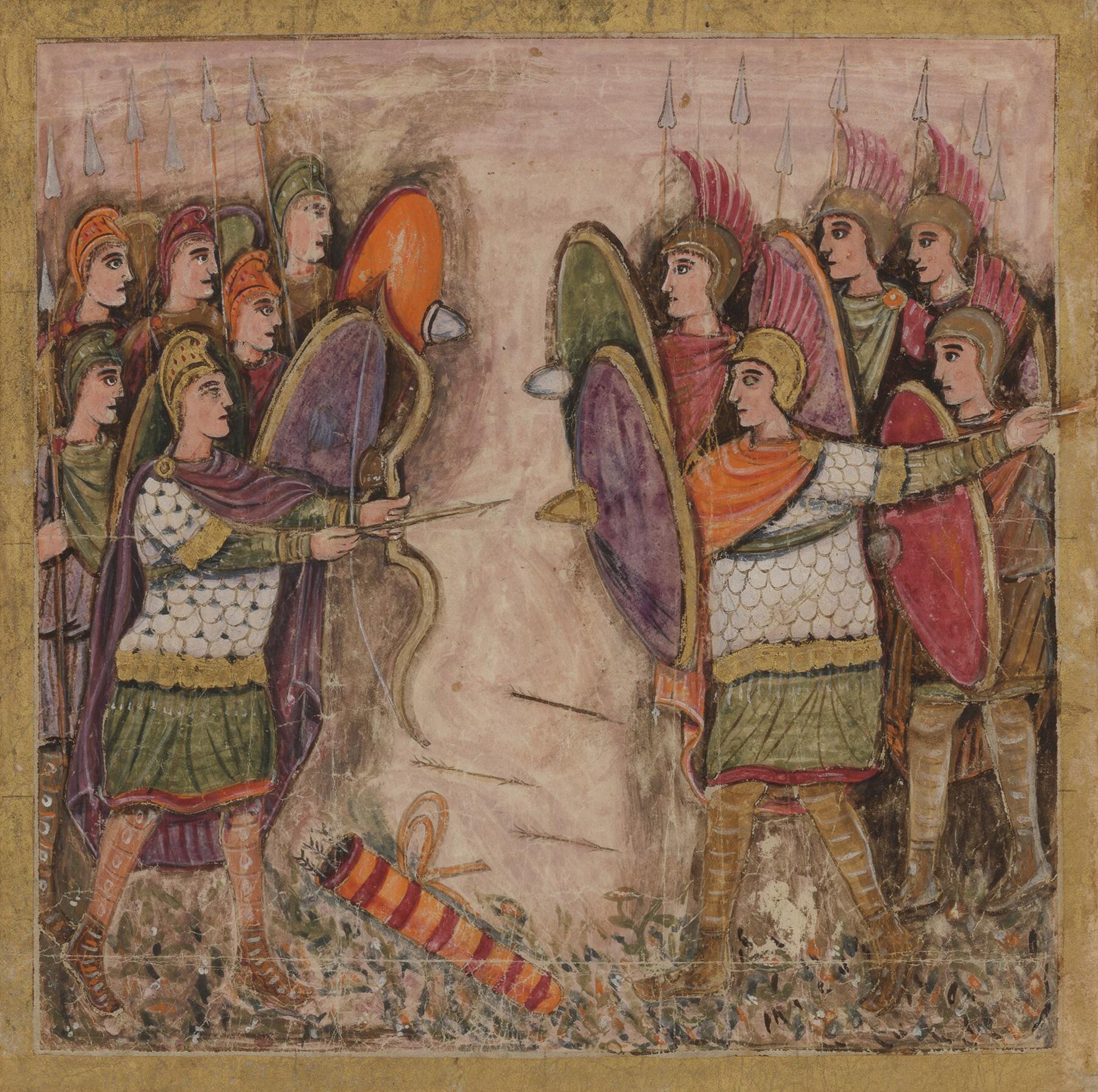
Troiani e Greci, illustrazione dal Vergilius romanus.

Il Catalogo Troiano o Ordine di guerra troiano è una sezione del secondo libro dell'Iliade, che elenca tutti i contingenti alleati che combatterono per difendere il regno di Troia. Il catalogo è noto per la mancanza di dettagli rispetto al precedente Catalogo delle navi, che elenca i contingenti dei Greci.

## Il catalogo nel dettaglio
Il catalogo elenca sedici contingenti dei dodici diversi popoli alleati dei Troiani (Luce 1975). Essi vivevano in 33 posti diversi, identificati dai toponimi.
| Versi   | Identità Etnica                      | Condottieri                                                                       | Insediamenti                                                      |
| ------- | ------------------------------------ | --------------------------------------------------------------------------------- | ----------------------------------------------------------------- |
| II, 815 | Troiani                              | Ettore                                                                            | Troia                                                             |
| II, 819 | Dardani                              | Enea, Archeloco, Acamante                                                         | Dintorni di Troia.                                                |
| II, 824 | Troiani del monte Ida                | Pandaro                                                                           | Zeleia                                                            |
| II, 828 | Non nominato.                        | Adrasto, Anfio                                                                    | Adrastea, Apeso, Pitiea, Monte Tereia                             |
| II, 835 | Non nominato.                        | Asio                                                                              | Percote, Practio, Sesto, Abido, Arisbe                            |
| II.840  | Pelasgi, che erano lanciatori d'aste | Ippotoo, Pileo                                                                    | Larissa                                                           |
| II, 844 | Traci al confine con l'Ellesponto    | Acamante, Piroo (Reso, il re e capo supremo, si aggiunge nel libro X)             | Non nominato.                                                     |
| II.846  | Ciconi, che erano lanciatori d'aste  | Eufemo                                                                            | Non nominato.                                                     |
| II, 848 | Peoni, arcieri, "da lontano"         | Pirecme (anche Asteropeo è riconosciuto come condottiero a partire dal libro XII) | Amidone, fiume Assio                                              |
| II.851  | Paflagoni                            | Pilemene degli Eneti                                                              | Citoro, Sesamo, rive del fiume Partenio, Cromna, Egialo, Eritini. |
| II, 856 | Alizoni "da lontano"                 | Odio, Epistrofo                                                                   | Alibe                                                             |
| II, 858 | Misi                                 | Cromio, Ennomo (nel libro XIV si aggiunge Irtio)                                  | Non nominato.                                                     |
| II, 862 | Frigi "da lontano"                   | Forci, Ascanio                                                                    | Ascania                                                           |
| II, 864 | Meoni                                | Mestle, Antifo                                                                    | Pendici del monte Tmolo                                           |
| II, 867 | Cari                                 | Naste, Anfimaco                                                                   | Mileto, Monte Latmo, rive del fiume del Meandro, cima di Micale   |
| II.875  | Lici "da lontano"                    | Sarpedone, Glauco                                                                 | Fiume Xanto                                                       |

Nel libro XI del poema verrà citato come condottiero anche Timbreo, un re di cui non si conosce la provenienza.